# Sites mégalithiques de la Haute-Marne
Les sites mégalithiques de la Haute-Marne sont peu nombreux. Ils correspondent essentiellement à de petits dolmens groupés en nécropole.
| \| Chaumont Langres Saint-Dizier \| Répartition géographique des sites. · : dolmen - : menhir |
| Chaumont Langres Saint-Dizier                                                                 |

## Caractéristiques
Les dolmens de Haute-Marne sont souvent regroupés en petites nécropoles comportant un monument principal et plusieurs petits monuments secondaires se limitant parfois à des coffres mégalithiques. Côté architecture, ce sont des édifices avec une chambre sépulcrale de taille modeste recouverte d'une table de couverture très imposante, voire disproportionnée (Dolmen du Bois de la Grande-Bay, Dolmen de Marsois, Dolmens du Bois de Lardigny).
Les tumuli sont de forme presque circulaire ou allongée et généralement ils ne comportent qu'un seul monument en interne.
Seuls deux menhirs sont attestés de manière certaine.

## Fouilles archéologiques
La plupart des monuments ont été fouillés anciennement, sans méthode. Les fouilles et les études récentes sont rares. Le mobilier archéologique retrouvé n'est pas très significatif du fait de son mauvais état.

## Inventaire non exhaustif
Le premier inventaire connu est celui de Philippe Salmon paru en 1880 dans le bulletin de la Société d'anthropologie de Paris. Il recense 5 dolmens, 5 menhirs et un cromlech. Curieusement, le dolmen de Rochefort-sur-la-Côte en est absent. Au XXe siècle, Georges Drioux, puis P. Ballet reprennent et complètent l'inventaire de Salmon. Le dernier inventaire connu a été réalisé par L. Lepage et L. Thomas en 1992.
| Nom usuel                                      | Commune               | Remarque                                                                                 | Protection                                  | Coordonnées                                                                         | Illustration                    |
| ---------------------------------------------- | --------------------- | ---------------------------------------------------------------------------------------- | ------------------------------------------- | ----------------------------------------------------------------------------------- | ------------------------------- |
| Nécropole de Fort Bévaux                       | Andelot-Blancheville  |                                                                                          |                                             | 48° 14′ 16″ N, 5° 15′ 18″ E                                                         |                                 |
| Dolmens d'Arc-en-Barrois                       | Arc-en-Barrois        | Dolmens du Champ des Perches Dolmens de la Ferme de Sautreuil Dolmens de la voie romaine |                                             | 47° 56′ 24″ N, 5° 04′ 02″ E 47° 56′ 30″ N, 5° 03′ 48″ E 47° 56′ 51″ N, 5° 03′ 19″ E |                                 |
| Vestiges préhistoriques du Bois de Vergentière | Cohons                |                                                                                          | Inscrit MH (1990)                           | 47° 47′ 16″ N, 5° 19′ 33″ E                                                         | Dolmen n°2                      |
| Dolmens du Bois de Charmot                     | Coupray               | 2 dolmens                                                                                |                                             | 47° 57′ 46″ N, 4° 57′ 21″ E                                                         |                                 |
| Coffre de Champ Mécheron                       | Dampierre             |                                                                                          |                                             | 47° 58′ 11″ N, 5° 23′ 12″ E                                                         |                                 |
| Menhir de la Haute-Borne                       | Fontaines-sur-Marne   |                                                                                          | Classé MH (1883)                            | 48° 33′ 01″ N, 5° 06′ 55″ E                                                         | Menhir de la Haute-Borne        |
| Pierre Bernard                                 | Forcey                | menhir ?                                                                                 |                                             | 48° 09′ 05″ N, 5° 22′ 17″ E                                                         |                                 |
| Dolmens de la Bouloie                          | Foulain               | 4 dolmens                                                                                |                                             |                                                                                     |                                 |
| Dolmens de la Forêt d'Arc-en-Barrois           | Giey-sur-Aujon        |                                                                                          | ruinés                                      |                                                                                     |                                 |
| Dolmen de Marsois                              | Nogent                | autre nom Pierre Tournante                                                               | Classé MH (1949)                            | 48° 01′ 34″ N, 5° 18′ 28″ E                                                         | Dolmen de Marsois               |
| Dolmen du Bois de la Grande-Bay                | Rochefort-sur-la-Côte |                                                                                          |                                             | 48° 13′ 23″ N, 5° 12′ 59″ E                                                         | Dolmen du Bois de la Grande-Bay |
| Dolmens de la Brosse                           | Saint-Loup-sur-Aujon  | 2 dolmens                                                                                | 1 détruit                                   |                                                                                     |                                 |
| Menhir Alot                                    | Vitry-lès-Nogent      | autre nom Menhir du Bois de Lardigny                                                     |                                             | 47° 59′ 55″ N, 5° 19′ 49″ E                                                         |                                 |
| Dolmens du Bois de Lardigny                    | Vitry-lès-Nogent      | 3 dolmens, dont La Pierre Alot                                                           | Dolmen de la Pierre-Alot · Classé MH (1889) | 47° 59′ 43″ N, 5° 19′ 56″ E                                                         | Dolmen de la Pierre-Alot        |